# Bernardia crassifolia
Bernardia crassifolia är en törelväxtart som beskrevs av Johannes Müller Argoviensis. Bernardia crassifolia ingår i släktet Bernardia och familjen törelväxter. Inga underarter finns listade i Catalogue of Life.